# نیدروسباخ
نیدروسباخ (به آلمانی: Niederroßbach) یک شهر در آلمان است که در وستروالدکرایس واقع شده‌است. نیدروسباخ ۸۴۱ نفر جمعیت دارد.